# Maria Harfanti
Maria Harfanti (née le 20 janvier 1992) est une mannequin indonésienne qui a remporté le titre de Miss Indonésie 2015